# Federación de Hermanas de la Caridad de la Tradición Vicentina-Setoniana
La Federación de Hermanas de la Caridad de la Tradición Vicentina-Setoniana es una asociación de diversas sociedades de vida apostólica e institutos de vida consagrada de la Iglesia católica, establecida en 1966, entre los miembros de la Familia vicenciana de tradición setoniana, que surgieron en los Estados Unidos, por obra de Isabel Ana Bayley.

## Historia

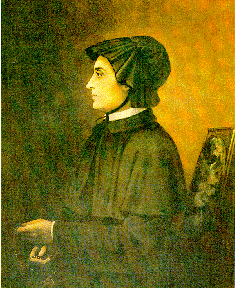
Isabel Ana Bayley Seton] (1774-1821), fundadora de la Congregación de Hermanas de la Caridad de Emmitsburg, que dio origen a los institutos que hoy forman parte de la tradición setoniana.

El cardenal Amleto Giovanni Cicognani, delegado apostólico en los Estados Unidos, recomendó que las congregaciones y asociaciones herederas de la espiritualidad de Vicente de Paúl, de las ramas de la religiosa estadounidense Isabel Ana Bayley Seton, colaboren para promover la causa de la canonización de la fundadora. Así, en 1947, nació la Conferencia de las Hijas de la Madre Seton. Ese había sido el primer paso para sanar las heridas del pasado, entre las diversas congregaciones, que por incomprensiones se habían dividido de la casa madre fundada en Emmitsburg. El paso definitivo a la formación de la Federación de tradición setoniana se dio en 1966.

## Organización
La Federación de Hermanas de la Caridad de la Tradición Vicentina-Setoniana es una asociación de catorce congregaciones religiosas que suman más de 2,500 hermanas, cuya misión en la Iglesia y en la sociedad es continuar con los valores originales de Vicente de Paúl, Luisa de Marillac y Isabel Ana Bayley.
Las Hermanas e Hijas de la Caridad prestan servicios en veinticuatro países en diversas capacidades: educación y administración, servicios sociales, atención médica, vivienda para personas mayores y atención para ancianos, atención pastoral, servicios para jóvenes, servicios humanos y personas sin hogar, refugios, defensa, centros comunitarios, organizaciones sin fines de lucro, ministerios del centro de la ciudad, entre otras obras de caridad.

## Miembros
Son miembros de la Federación de Hermanas de la Caridad de la Tradición Vicentina-Setoniana las siguientes sociedades e institutos que siguen la espiritualidad y misión vicentina, según el modelo de Isabel Ana Bayley:
- Hermanas de la Caridad de Cincinnati, fundadas por Margaret Farrel George en 1852.
- Hermanas de la Caridad de la Inmaculada Concepción de Saint John, fundadas en 1803, por Honoria Conway y Thomas-Louis Connolly, en Sain John (Canadá).
- Hermanas de la Caridad de Leavenworth, fundadas por Xavier Ross en 1851.
- Hermanas de la Caridad de Nazareth (Estados Unidos), fundadas por John Baptist Mary David y Catherine Spalding en 1812.
- Hermanas de la Caridad de Nuestra Señora de la Misericordia (Estados Unidos), fundadas por John England en 2005.
- Hermanas de la Caridad de Nueva York, fundadas en 1847.
- Hermanas de la Caridad de San Vicente de Paúl de Halifax (Canadá), fundadas por William Walsh en 1856.
- Hermanas de la Caridad de Santa Isabel, fundadas en Newarck por James Roosevelt Bayley en 1856.
- Hermanas de la Caridad de Seton Hill (Estados Unidos), fundadas por Aloysia Lowe en 1829.
- Hermanas de Santa Marta de Antigonish, fundadas en 1900 (Canadá).
- Hermanas de Santa Marta de la Isla del Príncipe Eduardo (Canadá), fundadas por Henry O'Leary en 1916.
- Religiosas de Nuestra Señora del Sagrado Corazón (Canadá), fundadas en 1924.
- Las provincias de Santa Isabel y Santa Luisa de las Hijas de la Caridad de San Vicente de Paúl en los Estados Unidos.